# Avon Championships of Kansas 1982
L'Avon Championships of Kansas 1982 è stato un torneo di tennis giocato sul sintetico indoor. È stata la 4ª edizione del torneo, che fa parte del WTA Tour 1982. Si è giocato al Kansas Coliseum di Wichita negli Stati Uniti, dall'8 al 14 febbraio 1982.

## Campionesse

### Singolare
Martina Navrátilová ha battuto in finale  Barbara Potter con il punteggio di 6–2, 6–2

### Doppio
Barbara Potter /  Sharon Walsh hanno battuto in finale  Mary Lou Daniels /  Anne Smith con il punteggio di 4–6, 6–2, 6–2